# Ivo Silveira
Pour les articles homonymes, voir Silveira.
Ivo Silveira (26 mars 1918 - 2 août 2007) est un homme politique brésilien. Il fut président de l'assemblée législative puis gouverneur de l'État de Santa Catarina de 1966 à 1971.
Son gouvernement concentra son action sur le développement du réseau électrique de l'État et l'aide financière aux agriculteurs, par l'octroi de crédits bancaires à taux réduits.